# Куатру-Ирманс
Куатру-Ирманс (порт. Quatro Irmãos)  —  муниципалитет в Бразилии, входит в штат Риу-Гранди-ду-Сул. Составная часть мезорегиона Северо-запад штата Риу-Гранди-ду-Сул. Входит в экономико-статистический  микрорегион Эрешин. Население составляет 1959 человек на 2006 год. Занимает площадь 267,987 км². Плотность населения — 7,3 чел./км².

## Статистика
- Валовой внутренний продукт на 2003 составляет 50.774.308,00 реалов (данные: Бразильский институт географии и статистики).
- Валовой внутренний продукт на душу населения на 2003 составляет 27.254,06 реалов (данные: Бразильский институт географии и статистики).